# Georges Evano
Georges Evano, né le 23 août 1926 à Lorient et mort le 17 février 2011 à Nantes,, est un architecte français.

## Carrière
L'essentiel de sa carrière a été menée en tant qu'architecte de la ville de Nantes, de 1963 à 1993. À ce titre, il a participé à de nombreux projets : à la réhabilitation de la salle Colbert en 1963-1964, à celle de la manufacture des tabacs en 1983, mais également aux prémices du projet d'aménagement de l'île de Nantes. On lui doit aussi le palais des sports de Beaulieu et le bâtiment de l'hôtel de ville bordant la rue de Strasbourg. Il participa également à la conception de la cité HLM de Malakoff.
Il réalise la plupart de ses ouvrages avec l'architecte Jean-Luc Pellerin.